# Bruce Lincoln
Bruce Lincoln (*1948) je americký historik náboženství a religionista, zaměřený především na indoevropská náboženství a vztah náboženství a mocenských struktur.

## Vzdělání
Bruce Lincoln získal bakalářský titul v roce 1970 na Haverfordské univerzitě a poté přestoupil na Chicagskou univerzitu kde se stal žákem Mircey Eliadeho, pod jehož vedením v roce 1976 obhájil svou dizertační práci Priests, Warriors, and Cattle: A Comparative Study of East African and Indo-Iranian Religious System. Následně se věnoval komparativní výzkumu na University of Minnesota a to nejdříve jako asistent (1976-79), poté docent (1979-86) a nakonec jako profesor (1986-94). Od roku 1993 působí jako profesor religionistiky na Divinity School na Chicagské univerzitě.

## Dílo
Dizertační práce Bruce Lincolna navazovala na myšlení jeho učitele Mircey Eliadeho a vycházela z chápání indoevropských Männerbunde (mužských svazů) u George Dumézila a Stiga Wikandera. Už ale své první monografii Priests, Warriors, and Cattle: A Study in the Ecology of Religions z roku 1980 začal k myšlení svých předchůdců přistupovat kritičtěji. Tato kniha vznikala na pozadí konce vietnamské války a dřívější fascinace tématem mladých válečníků v ní mizí. Mýtus o zabití draka nechápal jako příběh o ochraně společenství před vnějším hrozbou, ale jako ideologické odůvodnění dehumanizace nepřátel. Dílem Myth, Cosmos, and Society: Indoeuropean Themes of Creation and Destruction z roku 1986, které se věnuje mýtu o tom, jak „Člověk (*Manu) obětoval své „Dvojče“ (*Jemos), se zařadil společně s Jaanem Puhvelem k hlavním americkým odborníkům na indoevropskou mytologii. V pozdějších článcích, později vydaných jako Death, War, and Sacrifice: Studies in Ideology and Practice v roce 1991, se věnoval tématu indoevropských představ o posmrtném životě.
Dílo Bruce Lincolna začalo postupem času ještě výrazněji přiklánět k poststrukturalismu, postmodernismu a marxismu, což se projevilo v pracích Discourse and the Construction of Society (1989), Authority: Construction and Corrosion (1994) a Theorizing Myth: Narrative, Ideology, and Scholarship (1999). V těch navázal na myšlení Antonia Gramsciho a Émila Durkheima a kritizoval nedostatek zřetele na historické a společenské okolnosti zkoumaných skutečností mezi indoevropskými mytology. Mýtus pak definoval jako „autoritativní narativ, které lze použít k vytváření společenských hranic a hierarchií“ a „narativ, kterému je vlastní jak věrohodnost, tak autorita“. Klíčovým slovem pro jeho myšlení se stala „ideologie“, která se během studia mýtů projevuje na několika úrovních. V první řadě je „autentický mýtus“ sám „ideologií v narativní formě“, v případě Indoevropanů ideologií, která sloužila zájmům kněžské a válečnické třídy. V druhé řadě chápal jako ideologický a nevědecký pokus o rekonstrukci „pra-mýtu“ skrze komparaci, který chápal jako svého druhu mýtus a rituál sám o sobě, jako projev Eliadeho romantického „stesku po ráji“. Třetí rovinu pak představují ideologické předpoklady samotných badatelů.
Lincolnově kritice odborníků na indoevropskou mytologii se dostalo největšího ohlasu. Upozornil na sepětí s krajní pravicí, které existovalo u George Dumézila, Mircey Eliadeho nebo Jeana Haundryho, a na neonacistické aktivity Rogera Pearsona. Z těchto důvodů se stal jakousi personou non grata mezi americkými indoevropeisty. Přes význam jeho prací na téma indoevropské mytologie tak nebyl například vůbec zmíněn v úvodu do tématu Jaana Puhvela (1989). V Indo-European Religion After Dumezil Edgar Polomého se Lincoln objevuje jen nepřímo, ve zmínce o „krutých útocích marxistických historiků“ na George Dumézila.
Mezi lety 1976 a 2017 publikoval třináct monografií a téměř dvě článků akademického či popularizačního rázu. Lincoln je oceňován pro svou jazykovou vybavenost, detailní znalost pramenů, důsledností v odkazech na zdroje, názornost i publikační produktivitu. Na druhou stranu byl sám Lincoln kritizován za nekritický přístup ke konceptu Männerbünde iranistkou Mary Boyce.